# Castello di Muncaster

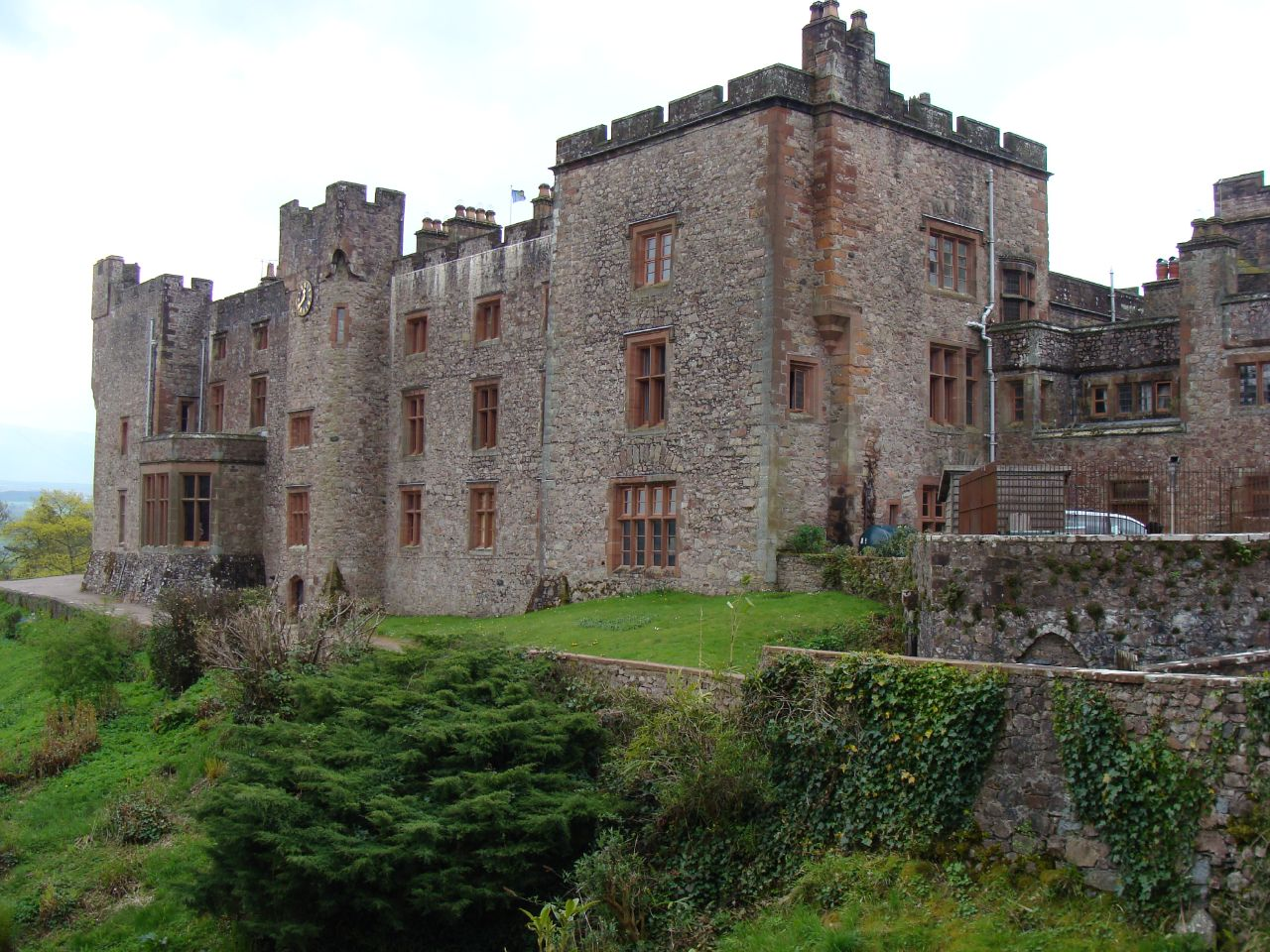
La facciata principale del castello

Il castello di Muncaster (in inglese: Muncaster Castle) è un castello  situato nei pressi del villaggio inglese di Ravenglass, nella parrocchia civile di Muncaster (Lake District, contea di Cumbria), e risalente al XIII-XIV secolo, ma rimodellato nella seconda metà del XIX secolo Da circa 800 anni è la residenza della famiglia Pennington, signori di Muncaster.
L'edificio è classificato come castello di primo grado.

## Storia
Nel luogo in cui sorge il castello, si trovavano in origine delle fortificazioni di epoca romana.
Nel 1208, Muncaster divenne di proprietà della famiglia Pennington.
La costruzione del castello iniziò probabilmente nel 1258, per volere di Gamel de Mulcastre.
Nel 1325, fu realizzata la parte più antica del castello tuttora visibile, una torre eretta su delle fondamenta di epoca romana.
Nel 1780, la hall del castello fu trasmormata in una sala da pranzo.
Nel 1862, il quarto signore di Muncaster Gamel Augustus incaricò l'architetto Anthony Salvin di ricostruire l'edificio.
Nel 1917 morì il quinto e ultimo signore di Muncaster, fratello di Gamel Augustus, e la tenuta fu ereditata dalla famiglia della madre, i Ramsden.

## Architettura

### Esterni
Nel parco che circonda il castello, della superficie di 77 acri, si trova una terrazza del XVIII secolo della lunghezza di mezzo miglio che offre una vista sulle Lakeland Fells e sulla valle del fiume Esk. Questa terrazza fu descritta da John Ruskin come "la porta d'accesso al Paradiso".
Nei giardini, si trova inoltre una collezione di azalee e rododendri provenienti da spedizioni sull'Himalaya degli anni venti.

#### Chiesa di Muncaster
La tenuta attorno al castello comprende anche la chiesa di Muncaster, risalente al XII secolo, ma rimodellata da Anthony Salvin.

### Interni
Gli interni sono abbelliti da arredi del XVI-XVII secolo e da ritratti di membri della famiglia Pennington.
Negli interni si può inoltre ammirare il celebre Luck of Muncaster, la coppa magica appartenuta a Enrico IV e donata alla famiglia Pennington nel 1464.

#### Biblioteca
Tra le sale più importanti del castello, vi è la biblioteca ottagonale, fornita di circa 6.000 volumi.
Il soffitto della libreria risale al 1780.

## Leggende
Sul castello di Muncaster circolano molte leggende legate alla presenza di numerosi fantasmi, in particolare nella sala degli arazzi.
Tra questi, vi è quello del buffone di corte Tom Skelton alias Tom Fool, vissuto tra il XVI e il XVII secolo. Skelton sarebbe stato, tra l'altro, tra i responsabili della decapitazione di un uomo, di professione carpentiere, la cui unica colpa fu quella di essersi innamorato di Helwise, figlia di Ferdinand Pennington.
Un altro fantasma è quello di una governante di Ravenglass vissuta nel XVII secolo e nota come la Dama Bianca ("White Lady") o Muncaster Boggle.